# 은하천문학

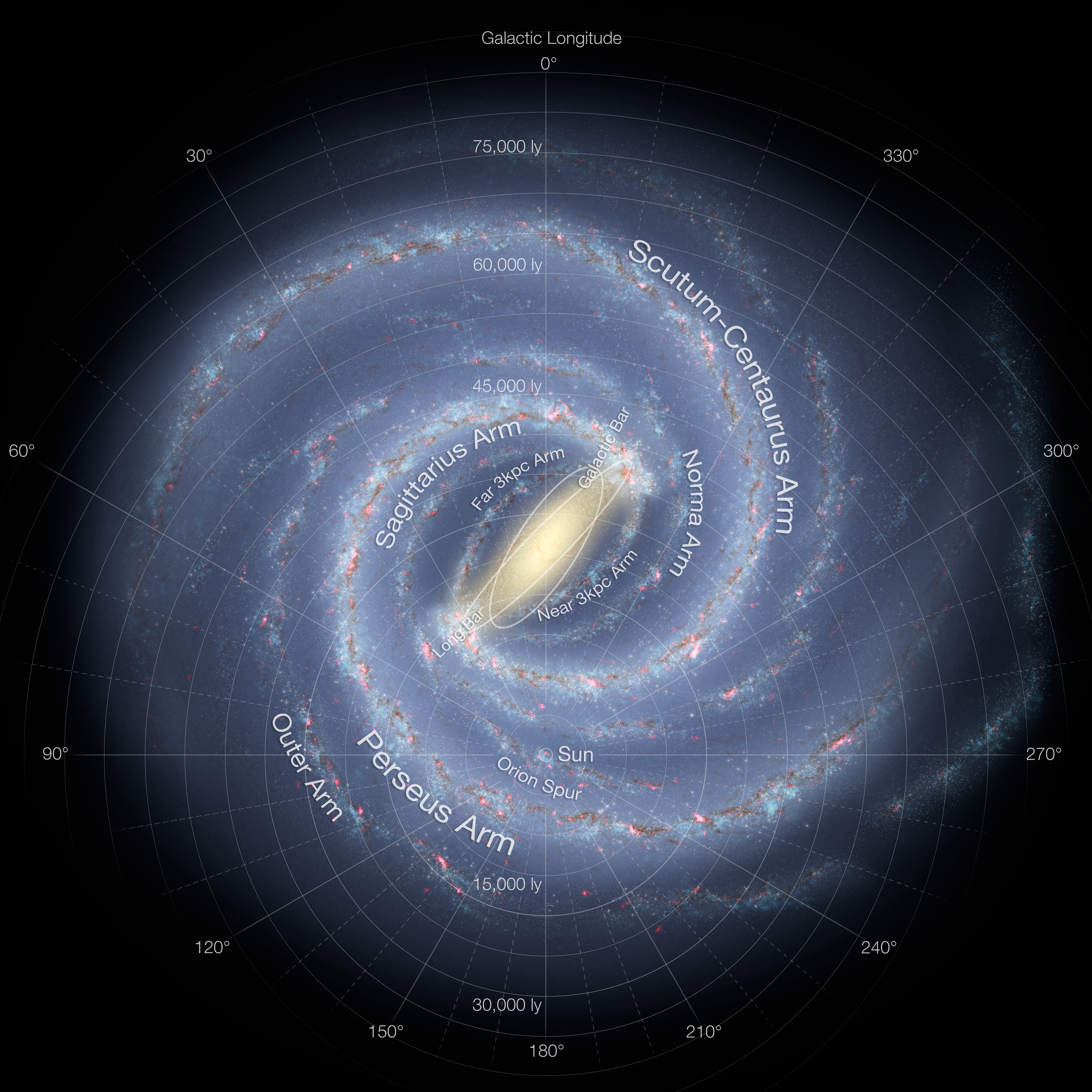
은하수의 아티스트 콘셉트

은하천문학(銀河天文學, galactic astronomy)은 우리 은하 및 우리 은하에 속한 천체들을 다루는 학문이다.
은하천문학에 대비되는 학문으로 우리 은하 바깥에 있는 모든 은하들을 다루는 외부은하천문학이 있다. 은하천문학은 은하의 형성과 진화 분야와도 다르다(은하의 형성 및 진화 분야는 은하의 생성, 구조, 운동학, 상호작용, 외형의 범위 등을 전반적으로 다룬다).
비록 우주 먼지 때문에 중요한 부분을 가시광선 영역에서 관측할 수 없지만, 우리 은하는 가장 연구가 많이 진행된 은하이다. 20세기에 있었던 전파천문학, 적외선천문학, 서브밀리미터천문학의 발전을 통해 우리 은하의 가스 및 먼지 분포 상태를 지도로 만들 수 있게 되었다.

## 하부 분류
천문학 저널들은 우리은하천문학 분야를 다음과 같이 세분하고 있다.
1. 풍부성: 헬륨보다 무거운 원소가 있는 장소에 대한 연구
2. 팽대부: 우리 은하의 중심 주변에 있는 팽대부에 대한 연구
3. 중심부: 우리 은하의 중심부에 대한 연구
4. 원반: 우리 은하 천체들의 대부분이 몰려 있는 은하 원반에 대한 연구
5. 진화: 우리 은하의 진화
6. 형성: 우리 은하의 형성
7. 기초 매개 변수: 우리 은하의 기초적인 매개 변수에 대한 연구(질량, 크기 등)
8. 성단: 우리 은하 내에 있는 성단에 대한 연구
9. 헤일로: 우리 은하 주변에 있는 거대 헤일로에 대한 연구
10. 운동학: 성단과 항성들의 움직임에 대한 연구
11. 은하핵: 은하 중심부에 있는 블랙홀 주변 지역(궁수자리 A*)에 대한 연구
12. 태양계 인접 천체: 태양계에서 가까운 이웃 항성들에 대한 연구
13. 항성: 우리 은하에 있는 항성들의 수 및 종류
14. 구조: 우리 은하의 구조(나선팔 등)

## 같이 보기
- 은하
- 외부은하천문학